# نیواروکس
نیواروکس (انگلیسی: Nivarox) یک شرکت سوئیسی است که در زمینه تولید آلیاژهای فلزی با خصوصیات خاص برای فنرهای رقاصک ساعت تخصص دارد. این شرکت در سال ۱۹۳۳ تأسیس شد و از آن زمان به عنوان یکی از پیشگامان در این صنعت شناخته می‌شود. آلیاژهای نیواروکس به دلیل ضریب دمایی پایین و مقاومت در برابر خوردگی و مغناطیس، در ساعت‌های مکانیکی با دقت بالا استفاده می‌شوند. این آلیاژها به ساعت‌سازان اجازه می‌دهند تا ساعت‌هایی با دقت و پایداری بالا در شرایط مختلف دمایی تولید کنند. نیواروکس بخشی از گروه سواچ است، یکی از بزرگ‌ترین تولیدکنندگان ساعت در جهان.